# Équipe de Gibraltar de rugby à XV

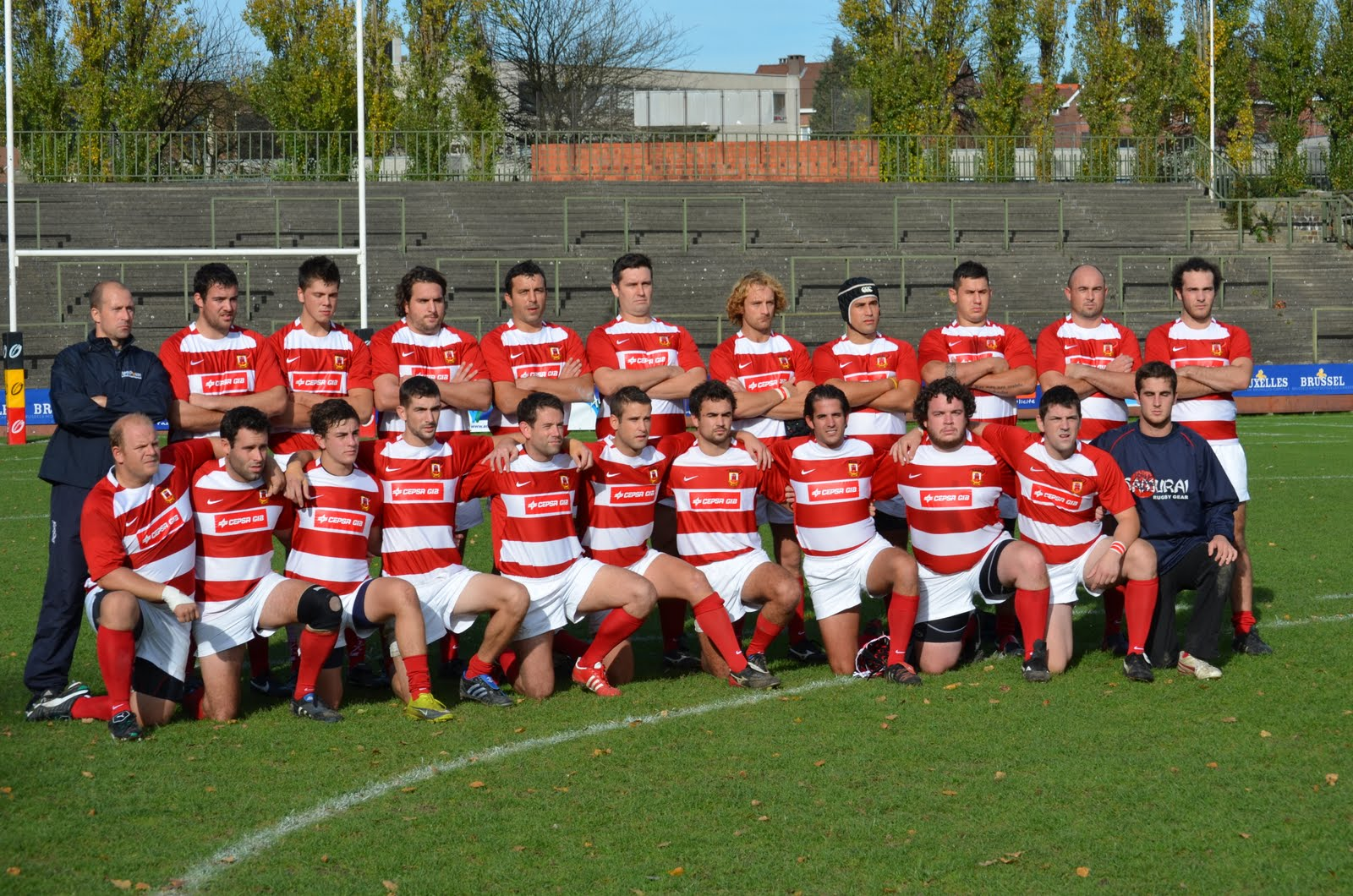
L'équipe en 2012.

L'équipe de Gibraltar de rugby à XV rassemble les meilleurs joueurs de rugby à XV de Gibraltar. 

## Histoire
Le 5 novembre 2011, la Rugby Union Gibraltar Football (GRFU) a dépêché une équipe nationale pour sa première rencontre officieuse. Le match l'opposait à la Belgique A à Bruxelles. La Belgique l'emporta sur le score de 20 à 8.  La première rencontre officielle internationale eut lieu contre Malte en mars 2015. Ce fut une défaite, mais malgré tout une étape importante fut franchie pour Gibraltar en jouant comme une véritable équipe internationale et non plus en tant qu'équipe de développement.
Le GRFU est passé par le processus de Rugby Europe pour obtenir son affiliation aux instances internationales, mais Gibraltar n'a pas obtenu le nombre de voix exigé au congrès de Stockholm en juillet 2013.
Il existe également une équipe de rugby à sept à Gibraltar qui joue régulièrement dans les tournois, en particulier dans le Tanger Seven.